# Flabellum deludens
Flabellum deludens är en korallart som beskrevs av Marenzeller 1904. Flabellum deludens ingår i släktet Flabellum och familjen Flabellidae. Inga underarter finns listade i Catalogue of Life.